# Preserje pri Lukovici
Preserje pri Lukovici so naselje v Občini Lukovica.